# Linda Haagen-Lundström
Blanche Linda Haagen-Lundström, född 23 mars 1906 i Stockholm, död 9 juli 1941 i Södertälje, var en svensk målare.
Hon var dotter till Jean Haagen (1868-1938) och Thyra Victoria Christina Hesselbom (1876-1945) och brorsdotterdotter till konstnären Otto Hesselbom. Hon var gift första gången 1930-1934 med kaptenen Matias Alexanderson och andra gången från 1936 med kronokamreren Bertil Lundström. Haagen-Lundström studerade konst för sin far. Hennes konst består huvudsakligen av porträtt men hon utförde även ett fåtal stilleben och landskapsmålningar. 